# 索米諾湖 (涅韋爾區)
56°02′11″N 29°27′20″E / 56.03639°N 29.45556°E
索米諾湖（俄语：Сомино），是俄羅斯的湖泊，位於該國西北部，由普斯科夫州負責管轄，處於涅韋爾區，面積1.6平方公里，集水區面積3平方公里，平均水深3米，最大水深6米。